# Рабіу Афолабі
Рабіу Афолабі (англ. Rabiu Afolabi, нар. 18 квітня 1980, Ошогбо) — колишній нігерійський футболіст, що грав на позиції захисника.
Виступав, зокрема, за клуби «Стандард» (Льєж) та «Сошо», а також національну збірну Нігерії.
Володар Кубка Франції. Володар Кубка Австрії. Чемпіон Австрії. 

## Клубна кар'єра
У дорослому футболі дебютував 1997 року виступами за команду клубу «Стандард» (Льєж), в якій провів три сезони, взявши участь у 53 матчах чемпіонату. 
Згодом з 2000 по 2005 рік грав у складі команд клубів «Наполі», «Стандард» (Льєж) та «Аустрія» (Відень).
Своєю грою за останню команду привернув увагу представників тренерського штабу клубу «Сошо», до складу якого приєднався 2005 року. Відіграв за команду із Сошо наступні чотири сезони своєї ігрової кар'єри. Більшість часу, проведеного у складі «Сошо», був основним гравцем захисту команди. За цей час виборов титул володаря Кубка Франції.
Протягом 2009—2012 років захищав кольори клубів «Ред Булл» та «Монако». Протягом цих років додав до переліку своїх трофеїв титул чемпіона Австрії.
Завершив професійну ігрову кар'єру у данському клубі «Сеннер'юск», за команду якого виступав протягом 2013 року.

## Виступи за збірну
2000 року дебютував в офіційних матчах у складі національної збірної Нігерії. Протягом кар'єри у національній команді, яка тривала 11 років, провів у формі головної команди країни лише 18 матчів.
У складі збірної був учасником чемпіонату світу 2002 року в Японії і Південній Кореї, Кубка африканських націй 2008 року у Гані, чемпіонату світу 2010 року у ПАР.

## Титули і досягнення
- Переможець Кубка Меридіан: 1997
- Володар Кубка Франції (1):

«Сошо»:  2006–07
- Володар Кубка Австрії (1):

«Аустрія» (Відень):  2004–05
- Володар Суперкубка Австрії (2):

«Аустрія» (Відень):  2003, 2004
- Чемпіон Австрії (1):

«Ред Булл»:  2009–10